# Lev Iaixin
Lev Iaixin (rus: Лев Иванович Яшин)  (Moscou, 21 d'octubre de 1929 - Moscou, 20 de març de 1990), nom complet amb patronímic Lev Ivànovitx Iaixin, conegut com a «l'Aranya Negra», rus: Чёрный паук, va ser un porter de futbol de l'antiga URSS. Per molts especialistes ha estat considerat durant molts anys el millor porter de tota la història. Fou el primer (i únic, fins a 2023) porter en guanyar la Pilota d'Or, el 1963.

## Biografia
Lev Yashin va néixer a Moscou el 1929. Començà com a porter d'hoquei sobre gel a l'equip de la fàbrica d'eines on treballava, però ja als 14 anys es passà al futbol. El 1949 ingressà al Dinamo de Moscou, el seu primer i únic club, i on guanyà 5 lligues soviètiques i tres copes.
Amb la selecció soviètica participà en tres mundials: Suècia 1958, Xile 1962 i Anglaterra 1966. Disputà i guanyà la primera Copa d'Europa de Nacions, el 1960 i fou finalista de la segona el 1964. Va jugar un total de 78 partits amb la selecció de l'URSS. Es retirà als 42 anys amb un partit d'homenatge entre la selecció soviètica i un combinat de la resta del món l'any 1971. Té el rècord de partits disputats a la lliga soviètica amb 326 i aturà al voltant de 150 penals durant la seva carrera esportiva.
Pel que fa als guardons individuals, Iaixin ha estat l'únic porter del món a rebre el trofeu Pilota d'Or al millor jugador europeu l'any 1963. Ha estat escollit tres vegades millor porter d'Europa (1958, 1962 i 1966), millor porter dels Jocs Olímpics de 1956, 1960 i 1964 i millor porter de les eurocopes de 1960 i 1964. El 1968 rebé l'Orde de Lenin per la seva trajectòria dins de l'esport soviètic. L'actual premi al millor porter d'una copa del món porta el seu nom. El 27 de desembre de 1999 fou escollit millor esportista rus del segle xx, pels periodistes esportius del seu país. El novembre de 2003 fou nomenat Golden Player de Rússia com el futbolista del país més destacat dels darrers 50 anys.
Va ser un porter àgil, segur, amb reflexos i un gran sentit de l'anticipació. Va revolucionar el món del futbol, ja que va ser el primer porter a fer servir els peus. Sempre vestia de color negre. Un cop retirat fou entrenador del Dinamo i de la selecció de l'URSS. El 1984 li van tallar una cama a causa d'un problema en la circulació de la sang. El 1986 va patir un accident vascular cerebral. Va morir el 21 de març de l'any 1990 a Moscou, víctima d'un càncer d'estómac.
El seu net Vassili Frolov també és porter.
En honor seu, des de 1994 la FIFA entrega el Premi Lev Iaixin al millor porter de cada edició de la Copa del Món de futbol.

## Carrera internacional

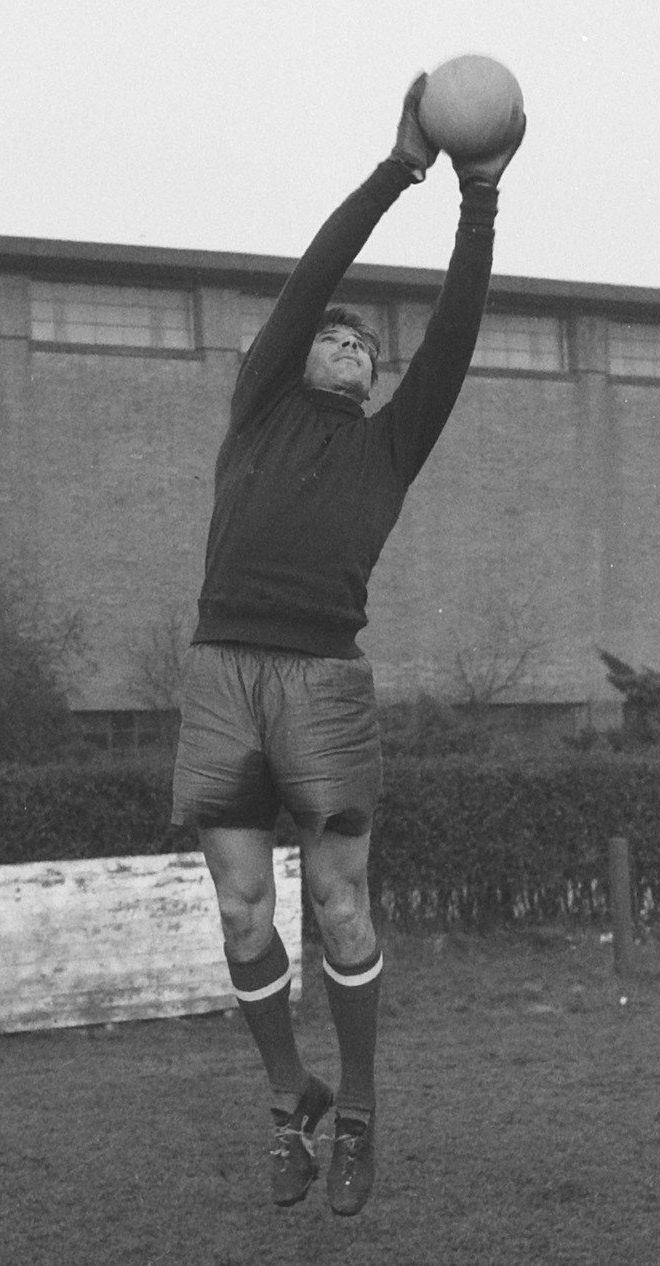
Iaixin el 1960

El 1954, Iaixin va ser convocat a l'equip nacional soviètic, i va arribar a fer 78 partits. Amb la selecció va guanyar els Jocs Olímpics d'estiu de 1956 així com el primer campionat d'Europa, la Copa d'Europa de les Nacions de 1960. També va jugar tres Mundials, el 1958, Copa del Món de Futbol del 1962 i el 1966. Iaixin va deixar quatre partits a zero  dels 12 partits que va jugar a la final de la Copa del Món.
El Mundial de 1958, jugat a Suècia, va posar Iaixin al mapa per les seves actuacions, amb la Unió Soviètica avançant als quarts de final. En un partit de la fase de grups contra els eventuals guanyadors de la Copa Brasil, l'equip soviètic va perdre 2-0. Davant un equip brasiler que comptava amb Garrincha i un Pelé de 17 anys en atac, l'actuació de Iaixin va evitar que el marcador es convertís en una derrota.
Iaixin va ser nominat a la Pilota d'Or el 1960 i el 1961 i va quedar cinquè i quart, respectivament. El 1962, tot i patir dues commocions cerebrals durant el torneig, va tornar a portar l'equip a un final de quarts de final, abans de perdre contra el país amfitrió Xile. Aquell torneig va demostrar que Iaixin era massa humà, després d'haver comès alguns errors poc característics. En el partit contra Colòmbia, que la Unió Soviètica liderava 4–1, Iaixin va rebre uns quants gols, inclòs un gol marcat per Marcos Coll directament des d'un córner. Va ser el primer i l'únic gol marcat directament des d'un córner en la història de la Copa del Món de la FIFA. El partit de la Unió Soviètica contra Colòmbia va acabar amb un empat 4–4, fet que va fer que el diari francès L'Équipe profetitzés el final de la carrera de Iaixin. No obstant això, va fer una parada excepcional contra Xile als quarts de final. Malgrat això, la Unió Soviètica va patir una derrota per 2-1 i va ser eliminat del Mundial.
Malgrat la decepció de la Copa del Món de 1962, Iaixin es recuperaria per guanyar la Pilota d'Or el desembre de 1963. Una de les seves millors actuacions d'aquell any va ser el partit de futbol Anglaterra-Resta del Món de 1963, on va fer una sèrie de parades espectaculars. A partir d'aquell moment va ser conegut pel món com l'Aranya Negra perquè portava un vestit totalment negre i perquè semblava que tingués vuit braços per salvar-ho gairebé tot. Però per als seus fans, sempre va ser la intrèpida Pantera Negra. Sovint jugava amb una gorra de tela de color maó cremat. Iaixin va liderar l'equip soviètic a la seva millor actuació a la Copa del Món de la FIFA, un quart lloc a la Copa del Món de 1966 celebrada a Anglaterra.
Sempre disposat a donar consells als seus companys, Iaixin va fer fins i tot un quart viatge a la final de la Copa del Món de 1970, celebrada a Mèxic, com a tercera elecció i entrenador ajudant. L'equip soviètic va tornar a arribar als quarts de final. El 1971, a Moscou, va jugar el seu darrer partit amb el Dynamo de Moscou. El partit testimonial de la FIFA de Lev Iaixin es va celebrar a l'estadi Lenin de Moscou amb 100.000 aficionats i nombroses estrelles del futbol, com Pelé, Eusébio i Franz Beckenbauer.

## Carrera posterior
Després de retirar-se de jugar, Iaixin va passar gairebé 20 anys en diversos càrrecs administratius al Dynamo Moscou. Una estàtua de bronze de Lev Iaixin es va erigir a l’estadi Dynamo de Moscou.
L'any 1986, arran d'una tromboflebitis contreta mentre estava a Budapest, Iaixin va patir l'amputació d'una de les seves cames. Va morir el 1990 d'un càncer d'estómac, malgrat una intervenció quirúrgica en un intent de salvar-li la vida. Se li va donar un funeral d'estat com a mestre de l'esport soviètic.
A Iaixin li van sobreviure l'esposa Valentina Timofeievna i les filles Irina i Elena; quan Rússia va acollir la Copa del Món de Futbol de 2018, Valentina encara vivia a l'apartament de Moscou que l'estat soviètic li havia donat al seu marit el 1964. Iaixin té una neta i un net supervivent; un altre net va morir l'any 2002 als 14 anys a causa de les ferides patides en un accident de bicicleta. El net supervivent, Vasili Frolov, va jugar com a porter a la secció juvenil del Dynamo i estava en les llistes de l'equip sènior, però mai va jugar un partit amb l'equip sènior, retirant-se del joc als 23 anys. Ara dirigeix una escola d'entrenament de porters a Moscou prop de l'actual estadi de l'Spartak de Moscou.

## Estil de joc i elogis
Lev Iaixin era de primera classe, un autèntic súper porter. El seu joc posicional va ser excel·lent, però tot el que va fer va ser de primer nivell. Va ser el model de porter durant els següents 10 o 15 anys, sens dubte. Em vaig veure fent algunes de les coses que feia ell, tot i que jo ja jugava a la màxima divisió, acostumava a aprendre d'ell.
| «                             | Iaixin va revolucionar el paper de porter com cap altre abans d'ell, en estar sempre preparat per actuar com a defensa addicional i en iniciar perillosos contraatacs amb el seu posicionament i llançaments ràpids. | » |
| — France Football, juny 2018. | |   |

Considerat per molts en l'esport com el millor porter de la història, Iaixin va ser una presència imponent a la porteria a causa de la seva alta alçada, i era molt considerat pel seu atletisme, agilitat, sentit posicional, valentia i reflexos excepcionals, que li van permetre fer aturades acrobàtiques i espectaculars. Iaixin segueix sent l'únic porter que ha guanyat la Pilota d'Or, el 1963. També va aturar 151 penals durant la seva carrera, més que qualsevol altre porter de la història, i va mantenir més de 270 partits la porteria a zero. Pel seu excel·lent servei al poble i al seu país, Yashin va rebre l'Orde de Lenin el 1967, el premi més alt de l'URSS.
Una figura vocal i amb autoritat entre els pals, Iaixin és conegut per revolucionar la posició de porter: va cridar ordres als seus defensors, va sortir de la seva línia per interceptar passades i també va sortir corrent per trobar-se amb atacants que s'avançaven, en un moment en què els porters passaven els 90 minuts dempeus a la porteria esperant que els cridessin a l'acció. Iaixin sempre organitzava el joc defensiu del seu equip, sovint de manera tan ferotge que fins i tot la seva dona l'acusava de cridar massa al terreny de joc. Poques vegades capitanejava els seus equips, ja que el costum acceptat posteriorment de nomenar un porter com a capità era pràcticament inaudit en aquella època, però el seu lideratge al camp sempre era evident. Iaixin va ser un dels porters que va començar la pràctica de colpejar pilotes en situacions difícils en lloc d'intentar atrapar-les. Altres pràctiques novedoses que va desenvolupar van ser el llançament ràpid de la pilota per començar un contraatac, la sortida de l'àrea de penal per anticipar el perill i el comandament i organització dels defenses, pràctiques que ara són força habituals entre els porters. Quan li preguntaven quin era el seu secret, contestava que el truc era "fumar per calmar els nervis, després beure una beguda forta per tonificar els músculs".

## Trajectòria esportiva
- Dinamo de Moscou: 1949-1971.

## Palmarès
- 5 Lliga soviètica de futbol: 1954, 1955, 1957, 1959, 1963.
- 3 Copa soviètica de futbol: 1953, 1967, 1970.
- 1 Eurocopa de Futbol: 1960.
- Medalla d'or als Jocs Olímpics de 1956.